# Ковале-Панські-Кольонія
Ковале-Панські-Кольонія (пол. Kowale Pańskie-Kolonia) — село в Польщі, у гміні Кавенчин Турецького повіту Великопольського воєводства.
Населення — 439 осіб (2011).
У 1975-1998 роках село належало до Конінського воєводства.

## Демографія
Демографічна структура станом на 31 березня 2011 року:
|          | Загалом | Допрацездатний вік | Працездатний вік | Постпрацездатний вік |
| -------- | ------- | ------------------ | ---------------- | -------------------- |
| Чоловіки | 219     | 49                 | 142              | 28                   |
| Жінки    | 220     | 43                 | 135              | 42                   |
| Разом    | 439     | 92                 | 277              | 70                   |